# 棚底村
棚底村（たなそこむら）は熊本県の天草諸島、天草上島に存在していた村。

## 歴史
- 1889年（明治22年）4月1日 - 町村制の施行に伴い、単独で自治体を形成。
- 1955年（昭和30年）7月1日 - 棚底村が宮田村、浦村と合併して倉岳村が発足。

## 出身者
- 七右衛門（大庄屋）[1]